# Василка Размова
Василка Костова Размова е българска учителка и революционерка, деятелка на Вътрешната македоно-одринска революционна организация.

## Биография
Василка Размова е родена в град Охрид в семейството на възрожденеца Коста Размов. Завършва българската девическа гимназия в Солун. Става учителка в родния си град и организира забавачница във Варош. Влиза в женската организация на ВМОРО в Охрид. След заминаването на ръководителката Славка Чакърова за Скопие в 1900 година, начело на организацията застават Василка Размова, председателката на неделното училище, и Поликсена Мосинова. Учителките организират болница за ранени и болни четници в двуетажната къща на семейство Андроник Скопакови, бивша митрополия през време на митрополит Синесий.
Василка Размова умира след дълго боледуване от туберкулоза в родния си град на 2 май 1903 година. Погребана е от владиката Методий Охридски.